# Leioproctus brunerii
Leioproctus brunerii là một loài Hymenoptera trong họ Colletidae. Loài này được Ashmead mô tả khoa học năm 1899.